# チンギス・アラゾフ
チンギス・アラゾフ（Chingiz Allazov、1993年6月10日 - ）は、ベラルーシの男性キックボクサー。ガルダバニ出身。Gridin gym所属。元ONEキックボクシング世界フェザー級王者。元K-1 WORLD GPスーパーウェルター級王者。

## 来歴
2012年3月24日、Oktagon 2012でボーウィー・ソー・ウドムソンと対戦しKO勝ち。
2013年4月20日、Glory 7でマラット・グレゴリアンと対戦しノーコンテスト。
2013年12月14日、Victoryでマラット・グレゴリアンと対戦し判定負け。
2014年1月25日、Thai Boxe Maniaでシッティチャイ・シッソンピーノンと対戦。試合は延長4Rまでもつれ込み、アラゾフの判定負けに終わった。
2016年6月24日、Monte-Carlo Fighting Mastersにおいて、2014年のK-1 World Max優勝者であるエンリコ・ケールと対戦。結果はアラゾフの5RKO勝ち。
2017年6月18日、K-1 WORLD GP 2017 JAPAN ～第2代スーパー・ウェルター級王座決定トーナメント～に参戦。1回戦で中島弘貴にKO勝ち。準決勝でジョーダン・ピケオーにKO勝ち。決勝で城戸康裕に判定勝ち。第2代K-1 WORLD GPスーパー・ウェルター級王者となった。
2018年3月21日、K-1 WORLD GP 2018 JAPAN ～K'FESTA.1～に参戦。K-1 WORLD GPスーパー・ウェルター級タイトルマッチにおいて、アラゾフは日菜太の挑戦を受けた。結果はアラゾフの2RKO勝ち。
2018年7月14日、Bellator Kickboxingに参戦。K-1 WORLD MAX 2009・2010王者であるジョルジオ・ペトロシアンとBellator Kickboxing ライト級(-70kg)タイトルマッチで対戦した。結果はアラゾフの判定負け。
2021年4月8日、ONE on TNT 1にてONE Championshipに初参戦するも、エンリコ・ケールに僅差のスプリットで判定負け。しかし、敗北したにもかかわらず見事な一進一退の攻防を評価され、この試合はパフォーマンスオブザイヤーに選ばれた。
2021年10月15日、ONE FIRST STRIKEで行われたONE Championshipフェザー級キック世界GPの準々決勝において、サミー・サナに1R39秒でKO勝ちを収め、準決勝に進出した。
2022年1月28日、ONE ONLY THE BRAVEで行われたONE Championshipフェザー級キック世界GP準決勝において、ジョー・ナタウットに1R1分55秒でKO勝ち。決勝に進出した。
2022年3月26日、ONE Xで、ONE Championshipフェザー級キック世界GPの決勝戦において、シッティチャイ・シッソンピーノンと対戦し、判定3-0で勝利。GP優勝を果たした。
2022年10月1日、ONE ON PRIME VIDEO 2で、ONEフェザー級キックボクシング王者のスーパーボンと対戦予定だったが、練習中に負傷し、欠場となった。
2023年1月14日、ONE Fight Night6で これまで2度のタイトルマッチが延期になっていた王者スーパーボンとついに対戦。2Rに3度のダウンを奪い、1分3秒でKO勝利。第2代ONEフェザー級王者に輝いた。
2023年8月5日、ONE: Fight Night 13のメインイベントでマラット・グレゴリアンとキックボクシング世界フェザー級タイトルマッチを行い、3-0の判定勝ちを収め王座の初防衛に成功した。
ONE Championshipとのトラブル
2024年2月、アラゾフが「ONEとの契約を解除する予定だ」「私達はこの団体の契約が気に入らない。金の問題じゃないんだ」とONEへの不満を複数語ると共にONE離脱を示唆。するとすぐさまONE側が声明を出して「アラゾフは2026年12月まで契約が続く。我々ONEはアラゾフと早期契約終了することはない」と、まだ3年近く契約が続くと主張した。同時にONEは「我々は世界中どこにおいても法的処置を取る」とアラゾフや周りに警告をした。
2024年6月、4ヶ月後、アラゾフは「ONEとの契約の解消方法を模索している」と、事態が変わっていないことを話した。その中では「4月に他の2選手による暫定王座戦が行われた際に、私はONEをやめて正規タイトルを手放すから2人の試合はこのベルトを賭けた正規王座戦にしてくれ、とONEに伝えたが、ダメだと言われた」という事も話している。さらにアラゾフは「私とONEは同じ道を歩んでいない」と強調するなど、変わらず泥沼の状況は続いた。
2024年8月、アラゾフが改めて複数メディアで「ONEで戦うのはもう終わり。本当です」「この前、ONEから新しい契約を提示されたが『嫌だ』と言って断った」などと話してタイトルを返上したことを明かした。一方でONE側はアラゾフからまだタイトルを剥奪しておらずONE離脱も正式に認めていない。
2024年9月2日、アラゾフが会見を開き、自身の団体『AMC SUF』を立ち上げ。その際にアラゾフがONEに別れを告げて離脱したかのようなコメントをInstagramに投稿した。

## 戦績

### キックボクシング
| キックボクシング 戦績 | キックボクシング 戦績 | キックボクシング 戦績 | キックボクシング 戦績 | キックボクシング 戦績 | キックボクシング 戦績 | キックボクシング 戦績 |
| --------------------- | --------------------- | --------------------- | --------------------- | --------------------- | --------------------- | --------------------- |
| 67 試合               | (T)KO                 | 判定                  | その他                | 引き分け              | 無効試合              |                       |
| 66 勝                 | 37                    | 29                    | 0                     | 0                     | 1                     |                       |
| 5 敗                  | 0                     | 5                     | 0                     | 0                     | 1                     |                       |

| 勝敗 | 対戦相手                         | 試合結果                  | 大会名                                                                                        | 開催年月日     |
| ○    | マラット・グレゴリアン           | 5R終了 判定3-0            | ONE Fight Night 13: Allazov vs. Grigorian 【ONEキックボクシング世界フェザー級タイトルマッチ】 | 2023年8月4日   |
| ○    | スーパーボン                     | 2R 1:03 KO (右ストレート) | ONE Fight Night 6: superbon vs. Allazov 【ONEキックボクシング世界フェザー級タイトルマッチ】   | 2023年1月14日  |
| ○    | シッティチャイ・シッソンピーノン | 3R終了 判定3-0            | ONE X 【ONEキックボクシングフェザー級ワールドグランプリ決勝戦】                               | 2022年5月28日  |
| ○    | ジョー・ナタウット               | 1R 1:55 KO (左フック)     | ONE ONLY THE BRAVE 【ONEキックボクシングフェザー級ワールドグランプリ準決勝】                  | 2022年1月28日  |
| ○    | サミー・サナ                     | 1R 0:39 KO （左ボディ）   | ONE First Strike 【ONEキックボクシングフェザー級ワールドグランプリ1回戦】                     | 2021年10月15日 |
| ×    | エンリコ・ケール                 | 3R終了 判定1-2            | ONE ON TNT I                                                                                  | 2021年4月8日   |
| ○    | スッサコーン・ソー.クリンミー    | 3R終了 判定3-0            | Bellator Kickboxing 12                                                                        | 2019年10月12日 |
| ○    | モハメド・ヘンドゥフ             | 5R終了 判定3-0            | Nuit Des Champions 【NDCスーパーウェルター級タイトルマッチ】                                  | 2018年11月24日 |
| ×    | ジョルジオ・ペトロシアン         | 5R終了 判定0-3            | Bellator kickboxing 10                                                                        | 2018年7月14日  |
| ○    | クラウディオ・バドイ             | 2R 2:57 KO（右ボディ）    | Duel 3                                                                                        | 2018年4月8日   |
| ○    | 日菜太                           | 2R 0:23 KO (左フック)     | K-1 WORLD GP 2018: K'FESTA.1 【K-1 WORLD GP スーパー・ウェルター級タイトルマッチ】            | 2018年3月21日  |
| ○    | スッサコーン・ソー.クリンミー    | 3R終了 判定3-0            | Thai Boxe Mania                                                                               | 2018年1月28日  |
| ○    | セドリック・マンホーフ           | 5R終了 判定3-0            | Nuit Des Champions 2017 【NDCスーパーウェルター級タイトルマッチ】                             | 2017年11月25日 |
| ○    | ジャバル・アスケロフ             | 3R終了 判定3-0            | WLF武林風                                                                                     | 2017年8月5日   |
| ○    | 城戸康裕                         | 3R終了 判定3-0            | K-1 WORLD GP 2017 JAPAN〜第2代スーパー・ウェルター級王座決定トーナメント・決勝戦〜            | 2017年6月18日  |
| ○    | ジョーダン・ピケオー             | 1R 1:17 KO (右フック)     | K-1 WORLD GP 2017 JAPAN〜第2代スーパー・ウェルター級王座決定トーナメント・準決勝戦〜          | 2017年6月18日  |
| ○    | 中島弘貴                         | 2R 1:41 KO (左アッパー)   | K-1 WORLD GP 2017 JAPAN〜第2代スーパー・ウェルター級王座決定トーナメント・1回戦〜             | 2017年6月18日  |

## 獲得タイトル
- WAKO-PRO世界ミドル級王座（2015年）
- WAKO-PRO世界スーパーウェルター級王座（2016年）
- NDCスーパーウェルター級王座（2017年）
- 第2代K-1 WORLD GPスーパー・ウェルター級王座（2017年）
- ONEキックボクシングフェザー級ワールドグランプリ 優勝（2022年）
- 第2代ONEキックボクシング世界フェザー級王座（2023年）